# La marcia
La marcia (titolo originale  The March) è un romanzo storico dello scrittore statunitense Edgar L. Doctorow, pubblicato in originale nel 2005, in Italia nel 2007 edito da Mondadori. Racconta la storia della campagna che durante la guerra di secessione americana portò il generale Sherman da Atlanta fino al Nord Carolina, seguendo le vicende di numerosi personaggi reali e fittizi, tra cui lo stesso generale unionista.
Il libro ha vinto nel 2005 il National Book Critics Circle Award nella categoria fiction e l'anno successivo il Premio PEN/Faulkner per la narrativa. Fu inoltre inserito nella cerchia dei finalisti nel 2005 per il National Book Award per la narrativa, e nel 2006 per il Premio Pulitzer per la narrativa.
Dal romanzo nel 2012 è stato tratto uno spettacolo teatrale a cura della compagnia Steppenwolf di Chicago, adattamento ad opera di Frank Galati.

## Trama
Sul finire del 1864 una colonna militare nordista forte di sessantamila uomini attraversa la Georgia, puntando su Savannah. La guida il generale William Tecumseh Sherman, comandante abile ed astuto, intenzionato a dare la spallata decisiva alla resistenza confederata. Il suo passaggio travolge le vite di molte persone, sconvolgendo regole e consuetudini, regalando speranza ad alcuni e togliendola ad altri, senza comunque offrire sicurezze a nessuno, come è regola in una guerra civile. Per la giovane Pearl, schiava figlia di un padrone che non ne ha mai riconosciuta l'esistenza, è l'occasione di uscire da un destino segnato dal disprezzo. Per Arly e Will, soldati confederati attesi da un plotone di esecuzione, è la possibilità di sfuggire ad una condanna che però sembra rincorrerli da un cambio di schieramento all'altro. Nel caso di Emily, figlia di uno stimato giudice che si ritrova d'improvviso senza più alcun riferimento e dovere, diventa una strana avventura al seguito di un chirurgo militare dagli occhi di ghiaccio. E per gli schiavi come Wilma e Coalhouse Walker significa la libertà, quella sognata ed ora, forse, giunta davvero, ma da conquistare a rischio della propria vita. Perché la strada verso Savannah è segnata da odio e vendette, ed è solo l'inizio, visto che Sherman non è tipo da accontentarsi e presa la città, si rimette presto in movimento puntando a nord, verso il cuore della Carolina del sud, incurante di tutto tranne dei propri obiettivi. Nemmeno le proibitive condizioni del terreno riescono a rallentarne l'avanzata, che lo porta rapidamente alla conquista di Columbia, a sua volta lasciata alle spalle dopo un incendio disastroso dalle incerte responsabilità. La marcia prosegue nella Carolina del Nord, col suo carico di rancori e speranze, tra scaramucce sanguinose e paludi infide, legando sempre più strettamente i destini delle persone che vi partecipano. Per Pearl l'incontro con Stephen, giovane soldato newyorkese di origine irlandese, pone una tormentata scelta tra l'amore e la paura di tornare a non essere più padrona del proprio destino. Nel frattempo Arly, perso il compagno Will per uno sfortunato incidente, vede nell'occasione di impersonare un fotografo itinerante l'ispirazione di cui era in attesa, offrendogli l'opportunità di avvicinare Sherman ed ucciderlo. Il tentativo fallisce per poco ed il generale vittorioso può quindi accettare la resa del suo rivale Johnston, una conclusione resa però amara dalla notizia appena giunta dell'assassinio del presidente Lincoln. La strada per la riconciliazione di un paese lacerato dal conflitto si annuncia tormentata, ma per Pearl, Stephen e i loro nuovi compagni si apre finalmente la possibilità di scegliere liberamente il proprio futuro.

## Personaggi
- Pearl Wilkins Jameson. Adolescente nata dalla relazione tra il suo padrone ed una schiava negra, sa di dover fare conto solo sul proprio coraggio per sfuggire ad una condizione che non le offre scelte, mostrando incertezza solo di fronte all'incontro con un sentimento inaspettato.
- Arly (Wilcox) e Will (Kirkland). Uniti dalla sorte in una fuga perenne, in cerca di una via di redenzione dagli eventi che li vedono disertori o spie, si ritrovano trascinati in situazioni sempre più paradossali. La fine che li attende è quella prevista, ma senza disonore.
- William Tecumseh Sherman. Uomo d'armi guidato da un istinto quasi infallibile per tutto quello che riguarda tattica e strategia militare, è però perseguitato da un senso di insicurezza che affiora nei momenti di calma, temuta per questo più di qualsiasi battaglia.
- Emily Thompson. Travolta da eventi che cancellano in un attimo ogni certezza, cerca un nuovo punto d'appoggio in uno strano uomo, coltivando una speranza che si rivela però illusoria, scoprendo di aver chiesto troppo alla persona sbagliata.
- Wrede Sartorius. Chirurgo dotato di conoscenze e capacità molto superiori al suo tempo, che però non sembrano lasciare spazio a sentimenti od emozioni. Un uomo spaventosamente solo nella sua spietata lucidità.
- Stephen Walsh. Ragazzo di Manhattan che ha dovuto imparare presto a non chiedere troppo dalla vita, cogliendo le possibilità quando si presentano.

## Genesi e critica
L'idea su un libro ambientato durante la guerra civile del proprio paese nacque a Doctorow vent'anni prima della sua effettiva scrittura, in seguito alla lettura di un saggio storico sulla marcia di Sherman; a dargli lo stimolo decisivo molti anni dopo fu però la visione di alcune foto d'epoca del generale circondato dai suoi uomini.
Il libro fu accolto da una serie di giudizi molto positivi, confermati da una nutrita serie di premi e riconoscimenti (curiosamente, gli stessi ottenuti dal precedente Billy Bathgate). John Updike sul New Yorker lo definì "splendido", apprezzando la capacità di far coesistere in modo originale i toni epici e tragici della guerra con descrizioni di personaggi realistici e di grande spessore, e l'uso di un linguaggio capace di adattarsi in ogni momento agli eventi narrati. Il parallelo richiamato da alcuni fu con i grandi classici della letteratura russa, a partire dal celeberrimo Guerra e pace.

## Edizioni
- Edgar Lawrence Doctorow, La marcia, traduzione di Vincenzo Mantovani, 1ª ed., Arnoldo Mondadori Editore, marzo 2007  [2005], ISBN 978-88-04-56427-0.